# Bleriken (Sorsele socken, Lappland, 729075-151518)
Bleriken är en sjö i Sorsele kommun i Lappland och ingår i Umeälvens huvudavrinningsområde. Sjön har en area på 0,108 kvadratkilometer och ligger 671,6 meter över havet. Bleriken ligger i Vindelfjällen Natura 2000-område. Sjön avvattnas av vattendraget Saksbäcken.

## Delavrinningsområde
Bleriken ingår i det delavrinningsområde (729053-151577) som SMHI kallar för Mynnar i Överstjuktan. Medelhöjden är 709 meter över havet och ytan är 12,64 kvadratkilometer. Räknas de 2 avrinningsområdena uppströms in blir den ackumulerade arean 47,31 kvadratkilometer. Saksbäcken som avvattnar avrinningsområdet har biflödesordning 3, vilket innebär att vattnet flödar genom totalt 3 vattendrag innan det når havet efter 352 kilometer. Avrinningsområdet består mestadels av skog (64 procent), sankmarker (17 procent) och kalfjäll (18 procent). Avrinningsområdet har 0,17 kvadratkilometer vattenytor vilket ger det en sjöprocent på 1,3 procent.